# Glenn O'Shea
Glenn O'Shea (Swan Hill, Victòria, 14 de juny de 1989) és un ciclista australià, professional des del 2009.
Combina el ciclisme en pista amb la carretera. En pista destaquen, una medalla als Jocs Olímpics de Londres, cinc campionats del món, dos d'ells en categoria júnior, així com nombrosos campionats nacionals en diferents especialitats.

## Palmarès en pista
- 2007
  -  Campió del món júnior en Persecució per equips, amb Leigh Howard, Jack Bobridge i Travis Meyer
  -  Campió del món júnior en Òmnium
  - Campió d'Oceania en Scratch
  - Campió d'Oceania en Òmnium
  -  Campió d'Austràlia de Madison, amb Jack Bobridge
- 2008
  -  Campió d'Austràlia de Madison, amb Leigh Howard
  -  Campió d'Austràlia d'Òmnium
  -  Campió d'Austràlia de persecució per equips, amb Sean Finning, Leigh Howard i James Langedyk
- 2009
  -  Campió d'Austràlia de puntuació
- 2010
  -  Campió d'Austràlia de Madison, amb Leigh Howard
- 2011
  -  Campió d'Austràlia de persecució per equips, amb Alexander Edmondson, Damien Howson i Rohan Dennis
- 2012
  -  Medalla de plata als Jocs Olímpics del 2012 en persecució per equips, amb Jack Bobridge, Rohan Dennis i Michael Hepburn
  -  Campió del Món en Òmnium
  -  Campió d'Austràlia d'Òmnium
  -  Campió d'Austràlia de persecució per equips, amb Alexander Edmondson, Jack Bobridge i Rohan Dennis
  - 1r als Sis dies de Gant (amb Iljo Keisse)
- 2013
  -  Campió del món de persecució per equips, amb Alexander Edmondson, Alexander Morgan i Michael Hepburn
  -  Campió d'Austràlia de Kilòmetre
  -  Campió d'Austràlia de persecució per equips, amb Alexander Edmondson, Luke Davison i Miles Scotson
- 2014
  -  Campió del món de persecució per equips, amb Alexander Edmondson, Luke Davison i Mitchell Mulhern
  - Medalla d'or als Jocs de la Commonwealth en Persecució per equips, amb Jack Bobridge, Luke Davison i Alex Edmondson
  -  Campió d'Austràlia de persecució per equips, amb Alexander Edmondson, Jack Bobridge i Luke Davison
  -  Campió d'Austràlia de puntuació
- 2015
  -  Campió d'Austràlia de puntuació

### Resultats a laCopa del Món
- 2008-2009
  - 1r a Melbourne, en Puntuació
  - 1r a Pequín, en Persecució per equips
  - 1r a Pequín, en Madison
- 2011-2012
  - 1r a Astanà, en Persecució
  - 1r a Astanà, en Madison
  - 1r a Pequín, en Òmnium
- 2013-2014
  - 1r a Aguascalientes, en Persecució per equips

## Palmarès en carretera
- 2013
  - Vencedor d'una etapa a la Ronda de l'Oise